# E30号線
E30号線 (E30ごうせん、英: European route E30) は欧州自動車道路のAクラス幹線道路。ヨーロッパを東西に走っている。アイルランドのコークからイギリス、オランダ、ドイツ、ポーランド、ベラルーシを経由してロシアのオムスクまで延びている。
E30号線は欧州自動車道路の中でも最長のルートの一つであり、距離はおおよそ5800kmにも及ぶ。(このうちコーク-モスクワ間3300km、モスクワ-オムスク間が2500km)。欧州経済委員会が命名した。
一般的にこの道はコークからサマーラまでであり4912kmと報告されることもある。1985年まではロンドン-ベルリン-ブレスト間を走っておりE8号線という名称であった。
なお、ロシアの側の区間はアジアハイウェイ6号線にも指定されている。

## 経路

### 経過する主要都市
- アイルランド
  - コーク
- イギリス
  - ブリストル - ロンドン - コルチェスター
- オランダ
  - ハーグ - ゴーダ - ユトレヒト
- ドイツ
  - ハノーファー - ポツダム - ベルリン - フランクフルト (オーダー)
- ポーランド
  - ポズナニ - ワルシャワ
- ベラルーシ
  - ブレスト - ミンスク
- ロシア
  - スモレンスク - モスクワ - リャザン - チェリャビンスク - オムスク

### アイルランド
- N25: コーク - ウォーターフォード - ウェックスフォード - ロスレア ・・・

ロスレア（アイルランド）とフィッシュガード（イギリス）の間には1日2便のフェリーが就航しており、所要時間はおよそ3時間。

### イギリス
- A40: フィッシュガード - カーマーゼン
- A48: カーマーゼン - スウォンジー
- M4: スウォンジー - ブリジェンド - カーディフ - ニューポート - ブリストル - スウィンドン - レディング - スラウ
- M25: スラウ - ロンドン - ブレントウッド
- A12: ブレントウッド - チェルムスフォード - コルチェスター - イプスウィッチ
- A14: イプスウィッチ - フィリックストゥー ・・・

ホック・フォン・ホランドに向かうフェリーは実際はフィリックストゥーより南にオーウェル川を越えたハリッジから出ており、E32を通る。1日4便のフェリーが就航しており、所要時間はおよそ4時間。貨物フェリーはフェリックストゥーからも出ている。

### オランダ
- N211: ホック・フォン・ホランド - デン・ホールン
- A4: デン・ホールン - デン・ハーグ
- A12: デン・ハーグ - ゴーダ - ユトレヒト
- A28: ユトレヒト - アメルスフォールト
- A1: アメルスフォールト - アペルドールン - デーベンテール - ヘンゲロ
- A35/A1: ヘンゲロ
- A1: ヘンゲロ - オールデンザール - ディ・ルッテ

### ドイツ
- A30: オスナブリュック - バート・エーンハウゼン
- B61: バート・エーンハウゼン
- A2: バート・エーンハウゼン - ハノーファー - ブラウンシュヴァイク - マクデブルク - ポツダム
- A10: ポツダム - ベルリン
- A12: ベルリン - フランクフルト (オーダー)

### ポーランド
- A2/S2/DK2: シフィェボジン - ポズナニ - コニン - ストリクフ - ウォヴィチ - ワルシャワ - シェドルツェ - ビャワ・ポドラスカ - テレスポル

### ベラルーシ
- M1: ブレスト - ミンスク

### ロシア
- M1: スモレンスク - ヤールツェヴォ - サフォノヴォ - ヴャジマ - ガガーリン - モジャイスク - クビンカ - オジンツォボ - モスクワ
- M5:  モスクワ - リャザン - ペンザ - サマラ - ウファ - チェリャビンスク
- M51:  チェリャビンスク - クルガン - イシム - オムスク